# Budva
Budva (chữ Cyrillic tiếng Montenegro: Будва, phát âm [bûːdv̞a] hay [bûdv̞a]) là một thị xã Montenegro bên bờ biển Adriatic. Thị xã có khoảng 14.000 cư dân, và là trung tâm của khu tự quản Budva. Vùng ven biển xung quanh Budva, được gọi là Budva riviera, là trung tâm của du lịch ở Montenegrad, được biết đến với thành phố được bao bọc bởi thời trung cổ, những bãi biển cát và cuộc sống về đêm đa dạng. Budva là 2.500 năm tuổi, là một trong những khu định cư lâu đời nhất trên bờ biển Adriatic.

## Tên gọi
Trong tiếng Serbia thị trấn được gọi là Будва hoặc "Budva"; tiếng Ý và tiếng Latinh là "Budua"; trong tiếng Albania là "Budua" và trong tiếng Hy Lạp cổ đại là  Bouthoe (Βουθόη).